# Хуан де Сурбаран
Хуа́н де Сурбара́н (ісп. Juan de Zurbarán) 1620, Льєрена — 1649, Севілья) — іспанський художник доби бароко, майстер натюрмортів. Син художника Франсіско де Сурбарана (1598—1664).

## Життєпис
Народився в місті Льєрена в області Естремадура. Його батько оселився в Льєрені 1617 року.
Походить з багатодітної родини іспанського художника Франсіско де Сурбарана від першого шлюбу. Мати померла і хлопчика виховувала друга дружина Франсіско де Сурбарана — Беатрис де Моралес. Згодом родина перебралась у місто Севілья.
Художню майстерність Хуан де Сурбаран опановував в майстерні батька. За висновками дослідників частка картин батька створена з участю юнака Хуана.
На відміну від батька, що створював релігійні образи, портрети і натюрморти, Хуан де Сурбаран спеціалізувався на створенні лише натюрмортів. В творах Хуана відчутні впливи батька і іспанських караваджистів, а також художників неаполітанської школи XVII століття. Брав також замови на створення релігійних картин.
Хуан де Сурбаран всіляко намагався підвищити власний соціальний статус, займався літературою, вивчав танок під керівництвом вчителя танців Хосе Родригеса Тирадо, підписувався із дворянською часткою «де». Був одружений, пошлюбився із донною Маріанною де Квадрос, що походила із заможної родини місцевого банкіра.
Помер в місті Севілья під час епідемії чуми у віці 29 років. Від чуми того року померли також ще декілька дітей Франсіско де Сурбарана.

## Вибрані твори
- «Натюрморт з фруктами і щигликом», Національний художній музей Каталонії
- «Натюрморт з млинцем для шоколаду», Музей мистецтв імені Богдана та Варвари Ханенків, Київ
- «Яблука і квітка апельсину», приватна збірка
- «Квіти і фрукти в китайській порцеляні»
- «Кошик з яблуками, айва та гранати», Національний художній музей Каталонії
- «Посуд, цукор і апельсини», Музей мистецтв Цинциннаті, Сполучені Штати

## Галерея вибраних творів

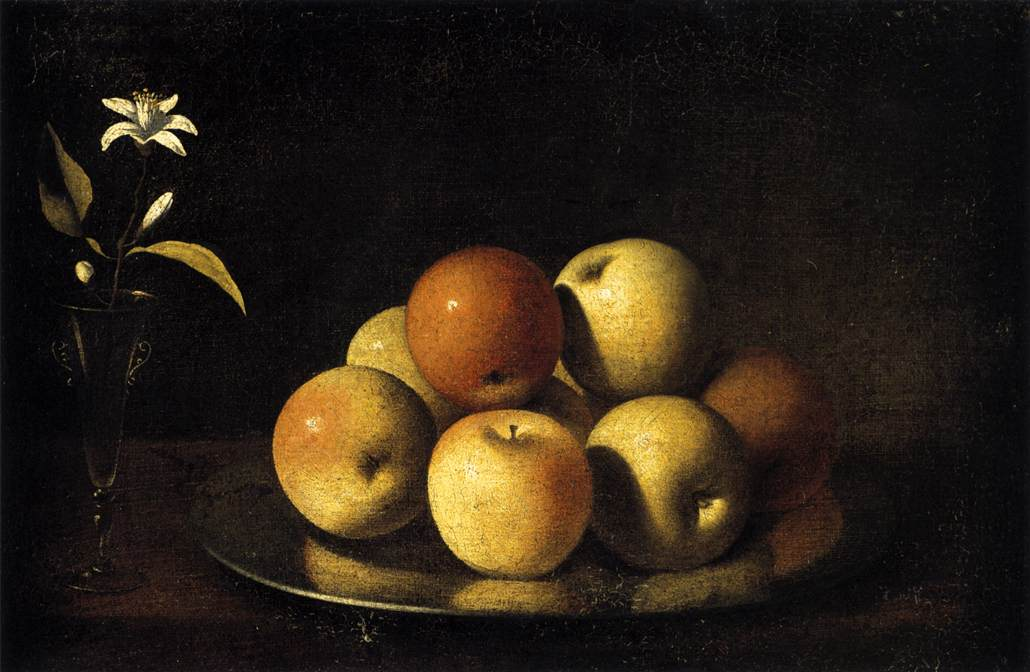
«Яблука і квітка апельсину», приватна збірка
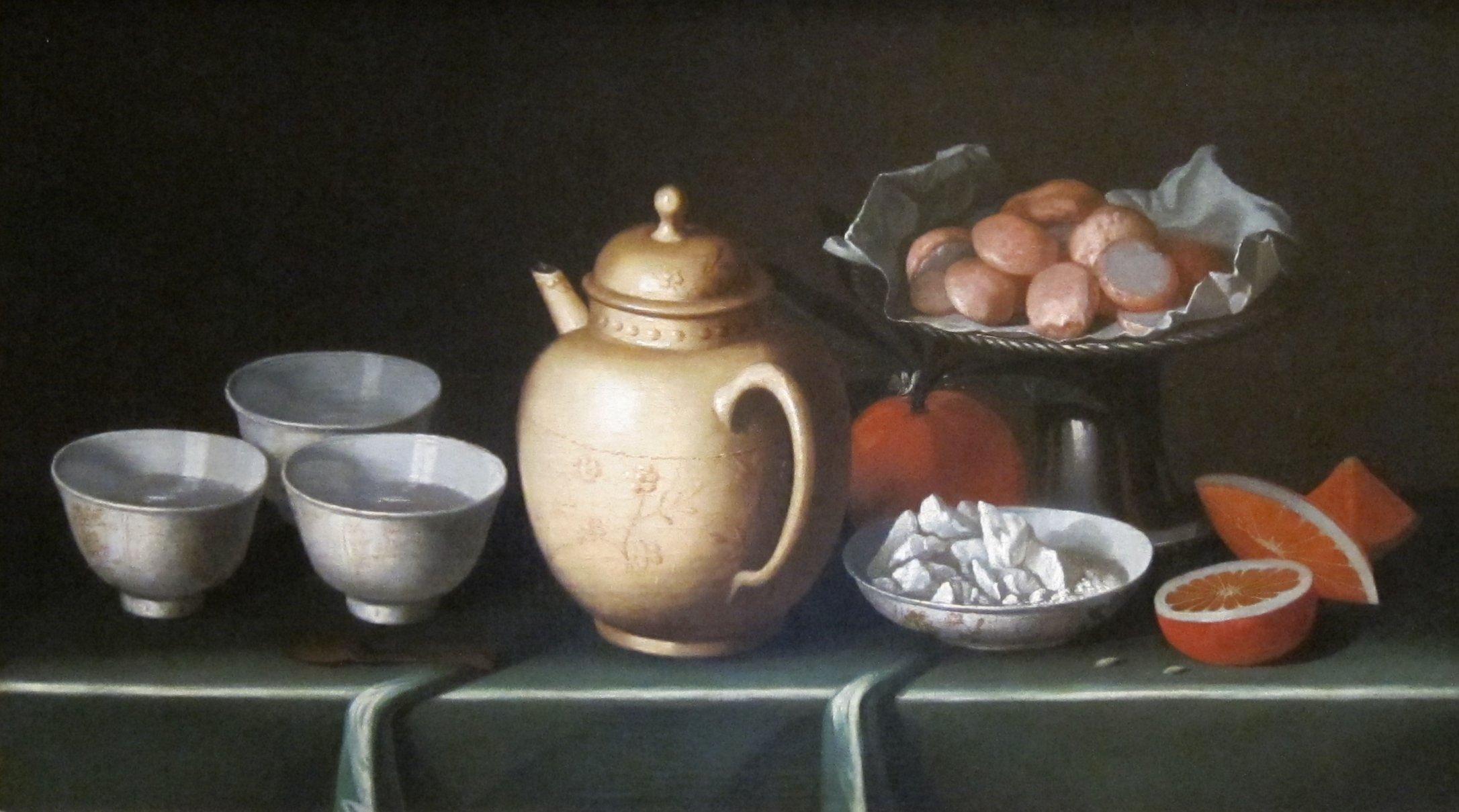
«Посуд, цукор і апельсини», Музей мистецтв Цинциннаті, Сполучені Штати
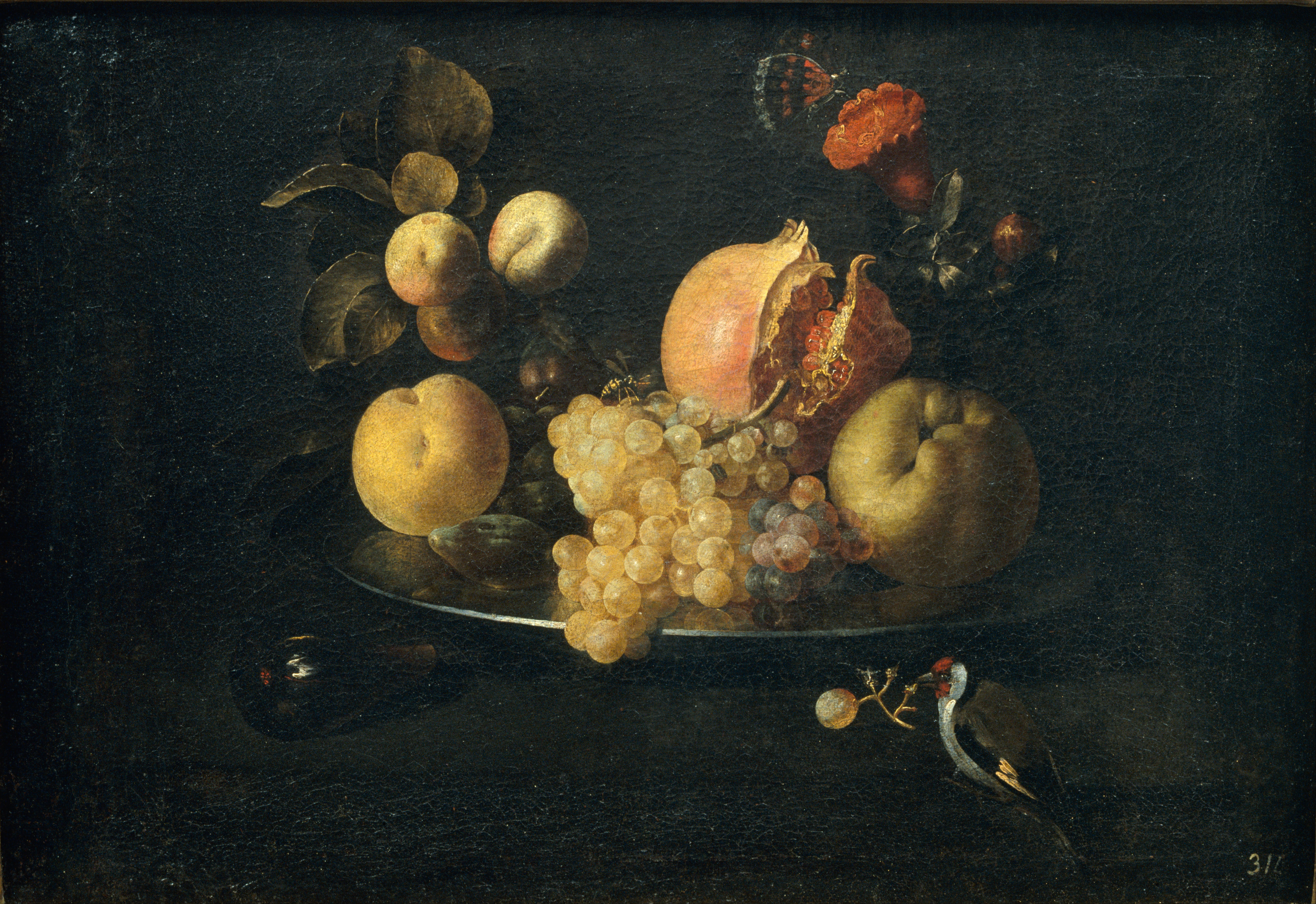
«Натюрморт з фруктами і щигликом», Національний художній музей Каталонії
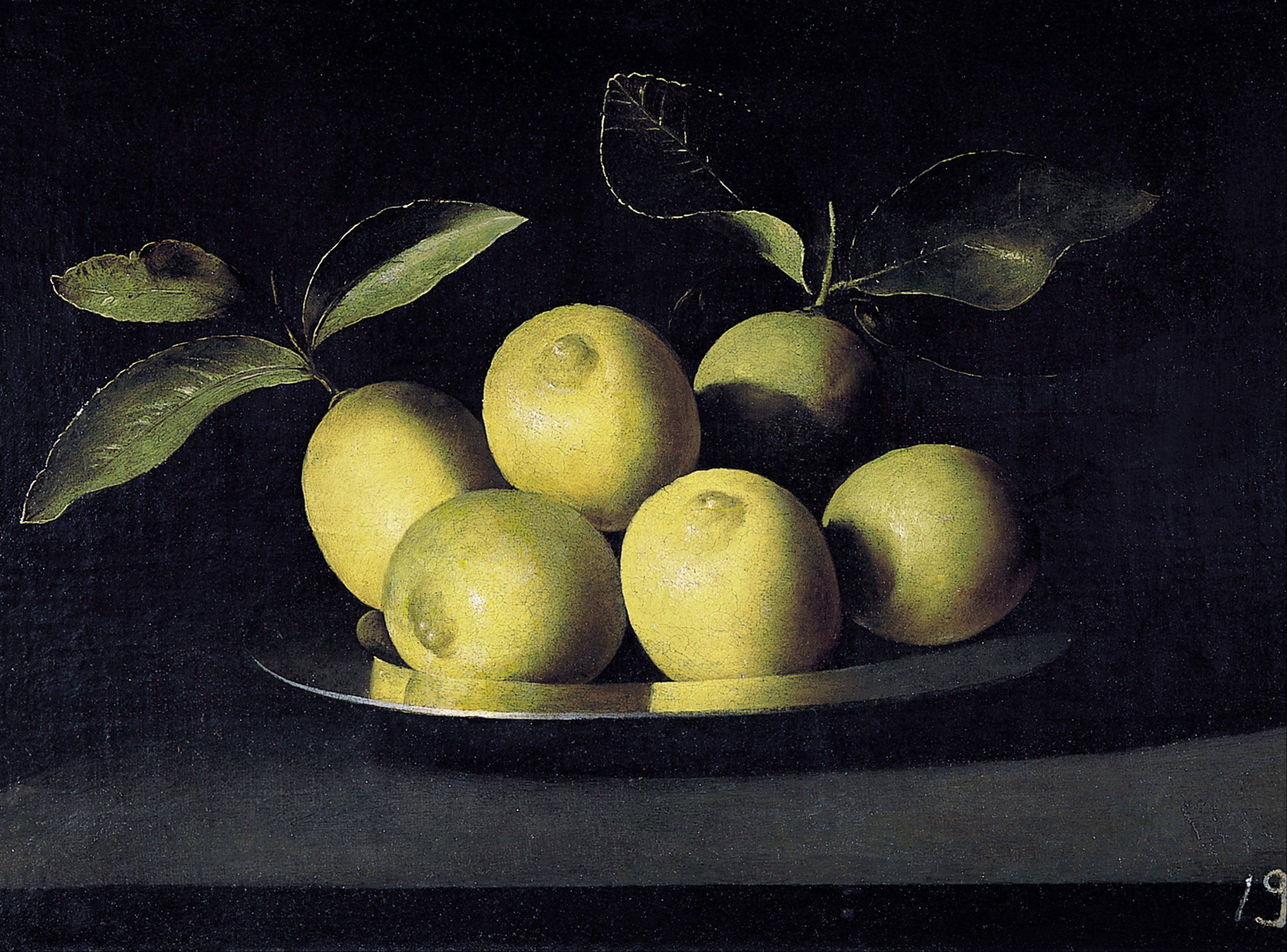
«Натюрморт з лимонами», 1640, Мадрид
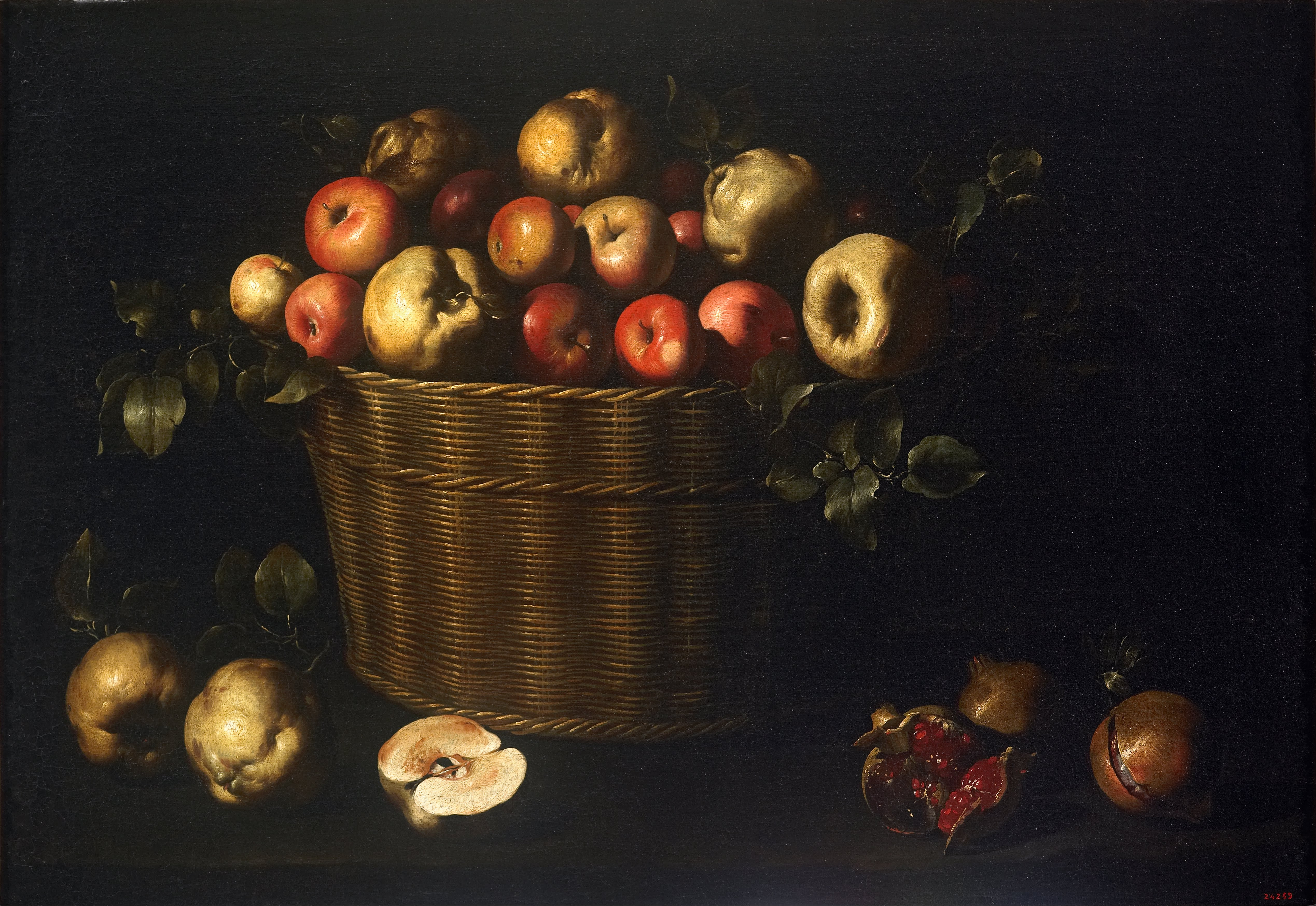
«Кошик з яблуками, айва та гранати», Національний художній музей Каталонії